# Новое (Черниговский район)
Но́вое (укр. Нове́) — посёлок Черниговского района Черниговской области Украины. Население 615 человек.
Код КОАТУУ: 7425556001. Почтовый индекс: 15523. Телефонный код: +380 462.

## Власть
Орган местного самоуправления — Седневский поселковый совет. Почтовый адрес: 15522, Черниговская обл., Черниговский р-н, пгт Седнев, ул. Лизогуба, 21